# 紀元前370年
紀元前370年（きげんぜん370ねん）は、ローマ暦の年である。
当時は、「カピトリヌス、メドゥリヌス、プラエテクスタトゥス、コルネリウス、ウォルスス、ポプリコラが執政武官に就任した年」として知られていた（もしくは、それほど使われてはいないが、ローマ建国紀元384年）。紀年法として西暦（キリスト紀元）がヨーロッパで広く普及した中世時代初期以降、この年は紀元前370年と表記されるのが一般的となった。

## 他の紀年法
- 干支 : 辛亥
- 日本
  - 皇紀291年
  - 孝安天皇23年
- 中国
  - 周 - 烈王6年
  - 秦 - 献公15年
  - 晋 - 孝公19年
  - 楚 - 粛王11年
  - 斉 - 桓公5年
  - 燕 - 桓公3年
  - 趙 - 成侯5年
  - 魏 - 武侯26年
  - 韓 - 懿侯5年
- 朝鮮
  - 檀紀1964年
- ベトナム :
- 仏滅紀元 : 175年
- ユダヤ暦 :

## できごと

### ギリシア
- アゲシラオス2世に率いられたスパルタ軍が、アルカディアに侵攻。アルカディアは、当初アテナイを頼ろうとしたが聞き入れられず、テーバイに助けを求めた。テーバイのエパメイノンダスが援軍を率いて到着し、スパルタ軍が既に撤退し始めているのを見て取ると、追撃を行なった。
- テーバイの支援を得て、アルカディアは中心都市メガロポリス (Megalopolis) を完成させ、1万人の市民総会と、50人の評議会を設けて民主政が確立された。
- テッサリアをギリシア有数の勢力に押し上げたタゴス（支配者） (tagus) であったフェライのイアソン (Jason of Pherae) が死去した。

### 中国
- 斉の桓公が周に来朝した。
- 趙が斉を攻撃し、鄄に達した。
- 魏が趙軍を懐で破った。
- 楚の粛王が死去したが、子がなかったため、弟の宣王が即位した。
- 魏の武侯が死去したが、太子を立てていなかったため、子の罃（恵王）と公子中緩が即位を争い、国内は混乱した。

### 芸術
- 彫刻家プラクシテレスが、アテナイで活発な制作活動をはじめた。（おおよその年代）

### 数学
- クニドスのエウドクソスが、曲線を含む図形の面積を数学的に導く取り尽くし法を開発した。

## 誕生
- マルクス・ウァレリウス・コルウス、共和政ローマの英雄（+ 紀元前270年）
- テオプラストス、古代ギリシアの哲学者（+ 紀元前285年ころ）

## 死去
- アゲシポリス2世、アギス朝のスパルタ王
- フェライのイアソン (Jason of Pherae)、テッサリアの支配者
- 粛王、中国戦国時代の楚の王
- 武侯、中国戦国時代初期の魏の君主（* 紀元前424年）